# ボロー・ホール/コート・ストリート駅
ボロー・ホール/コート・ストリート駅 (ボロー・ホール/コート・ストリートえき、英語: Borough Hall/Court Street) はニューヨーク市地下鉄BMT4番街線とIRTブロードウェイ-7番街線、IRTイースタン・パークウェイ線の乗換駅である。ブルックリン区ダウンタウンとブルックリン・ハイツに跨がるコート・ストリートとモンタギュー・ストリートおよびアダムス・ストリートとフルトン・ストリートの交差点に位置し、以下の系統が停車する。
- 2系統：平日のみ
- 4系統・R系統：終日
- 3系統：平日深夜を除く終日
- 5系統：平日夜間と深夜を除く終日
- N系統：深夜のみ
- W系統：ラッシュ時

当駅はIRTのボロー・ホール駅と、BMTのコート・ストリート駅からなる乗換駅である。両駅はエスカレーターと階段で接続している。

## 駅構造
| G                                                | 地上階                          | 出入口 (エレベーター、コート・ストリートとモンタギュー・ストリート交差点にあり。ブロードウェイ-7番街線と北行イースタン・パークウェイ線ホーム以外は障害者非対応) |
| M                                                | 改札階                          | 改札口、駅員詰所、メトロカード自動券売機 |
| B2 7番街線北行・イースタン・パークウェイ線ホーム | 7番街線北行                     | ← ウェイクフィールド-241丁目駅行き（クラーク・ストリート駅） ← ハーレム-148丁目駅行き（クラーク・ストリート駅） |
| B2 7番街線北行・イースタン・パークウェイ線ホーム | 単式ホーム、左側の扉が開く。    | |
| B2 7番街線北行・イースタン・パークウェイ線ホーム | 相対式ホーム、右側の扉が開く。  | |
| B2 7番街線北行・イースタン・パークウェイ線ホーム | イースタン・ パークウェイ線北行 | ← ウッドローン駅行き（ボウリング・グリーン駅） ← 平日：ダイアー・アベニュー駅行き（ボウリング・グリーン駅） ← 夕ラッシュ時：ネレイド・アベニュー駅行き（ボウリング・グリーン駅） |
| B2 7番街線北行・イースタン・パークウェイ線ホーム | イースタン・ パークウェイ線南行 | → 深夜以外：クラウン・ハイツ-ユーティカ・アベニュー駅行き（ネヴィンズ・ストリート駅）→ 深夜：ニューロッツ・アベニュー駅行き（ネヴィンズ・ストリート駅）→ 平日：フラットブッシュ・アベニュー駅行き（ネヴィンズ・ストリート駅）→ |
| B2 7番街線北行・イースタン・パークウェイ線ホーム | 相対式ホーム、右側の扉が開く。  | |
| B3 7番街線南行ホーム                             | 7番街線南行                     | → フラットブッシュ・アベニュー駅行き（ホイト・ストリート駅）→ ニューロッツ・アベニュー駅行き（ホイト・ストリート駅）→ |
| B3 7番街線南行ホーム                             | 単式ホーム、右側の扉が開く。    | |
| B4 4番街線ホーム                                 | 北行線                          | ← 深夜：アストリア-ディトマース・ブールバード駅行き（ホワイトホール・ストリート駅） ← フォレスト・ヒルズ-71番街駅行き（ホワイトホール・ストリート駅） ← 深夜：ホワイトホール・ストリート駅行き（終点） ← ラッシュ時：アストリア-ディトマース・ブールバード駅行き（ホワイトホール・ストリート駅） ← （定期列車なし：ブロード・ストリート駅） |
| B4 4番街線ホーム                                 | 島式ホーム、左側の扉が開く。    | |
| B4 4番街線ホーム                                 | 南行線                          | → 深夜：コニー・アイランド-スティルウェル・アベニュー駅行き（ジェイ・ストリート-メトロテック駅）→ ベイ・リッジ-95丁目駅行き（ジェイ・ストリート-メトロテック駅）→ ラッシュ時：86丁目駅行き（ジェイ・ストリート-メトロテック駅）→ |

## IRTブロードウェイ-7番街線
IRTブロードウェイ-7番街線 ボロー・ホール駅 (英語: Borough Hall) は2層式の構造で上層階に北行線と単式ホーム1面、下層階に南行線と単式ホーム1面がある。
両ホーム壁面はタイル張りで、モザイクを使用した"Borough Hall"と書かれている駅名標があるほか、ブルックリン区庁舎の方向を示す標識も等間隔で設置されている。また、ホーム上には暗い青色の柱が等間隔で立っており、ニューヨーク市地下鉄標準の黒地に白の駅名標が掲げられている。
ホーム東端には階段があり、南行ホームと北行ホーム間および北行ホームとIRTイースタン・パークウェイ線北行ホーム間の行き来が可能である。南行線はイースタン・パークウェイ線の下を横切った後上層階へ上がり緩行線となる。

### 歴史
駅は1919年4月15日にウォール・ストリート駅からクラーク・ストリート・トンネルを通りアトランティック・アベニュー駅まで延伸された際に途中駅として開業した。
1976年、エクソンモービル社からの資金提供を受け、当駅は"巧みでユーモラスな落書き" (artfully humorous graffiti) の壁画とアートワークが設置された。また、地元のデザイナーサミュエル・レボビッツが構内に透明なプラスチックスクリーンの下に多色のアニメーションネオンサインを設置した。

### 出口
改札口は駅の西端にあり、改札階に上層ホームからの階段が接続している。また、下層ホームから上層ホームをスルーして改札階に直接接続するエスカレーターも設置されている。また、エレベーターが改札階、上層ホーム、下層ホーム全てに停止するため当駅で唯一ADAに完全に準拠している路線である。改札階にはBMTホームへの連絡通路と2つのトイレ、改札外にはきっぷ売り場とモンタギュー・ストリートとコート・ストリートの交差点南東への2つの階段とコロンバス・パーク内へのエレベーター1機がある。

## IRTイースタン・パークウェイ線
IRTイースタン・パークウェイ線 ボロー・ホール駅 (英語: Borough Hall) は相対式ホーム2面と2線を有した2面2線の構造となっている。
どちらのホームの壁面にもサンセリフ体で"BOROUGH HALL"と書かれた駅名標があるほか、"BH"と書かれたオリジナルカルトゥーシュが等間隔に設置されている。1950年代にAディビジョンの列車の長さに合わせるために延長された東側の部分には白のサンセリフ体で"BOROUGH HALL"と書かれた駅名標がある。また、ホーム上には暗い緑色の柱が等間隔に立っている。
北行ホーム東側にはIRTブロードウェイ-7番街線北行ホームとの連絡通路があり北行ホームにはエレベーターが接続している。このため北行ホームに限りADAに準拠している。
この駅の東側では当駅を経由する2線がイースタン・パークウェイ線急行線となりIRTブロードウェイ-7番街線ボロー・ホール駅を経由してきた2線がイースタン・パークウェイ線緩行線となる。

### 歴史
駅は1908年1月9日にロウアー・マンハッタンから延伸されてきたIRTレキシントン・アベニュー線の終点駅として開業、ブルックリン区で初めての地下鉄駅となった。また、別途料金が必要であったがBRTフルトン・ストリート高架線とBMTマートル・アベニュー線に乗換を行うことが可能であった。
ホームは1911年と1964年に東側に延長され10両編成の列車が停車できるようになった。
2004年9月17日にイースタン・パークウェイ線ボロー・ホール駅はアメリカ合衆国国家歴史登録財に指定されている。

### 出口
メインの改札口は駅の中央にある。北行ホーム側には回転式改札機がありブルックリン区庁舎近くへ2つの階段が出ている。南行ホーム側には小規模な回転式改札機があり改札外にはきっぷ売り場とブルックリン区庁舎の南側、フントン・ストリートの南側へと出ている。これらの階段はブルックリン・ミュニシパル・ビルディング外にあり石造りとなっている。また、改札階には同ビルへの入口となっていた大きなドアがある。なお、このドアはセキュリティ上の問題から1996年2月に閉鎖されている。改札階には他にもブルックリン区への地下鉄の延伸を記念した刻板や銀行窓口がある。また、南北ホーム間には跨線橋があり改札内で行き来することが可能である。
駅の西端には無人改札口がある。南北両ホームからの階段が改札階へ接続しており、回転式改札機と2つの出場専用回転式改札機がある。改札外にはフルトン・ストリートとコート・ストリートの交差点北西と南東への階段が1つずつ、計2つある。

### 画像

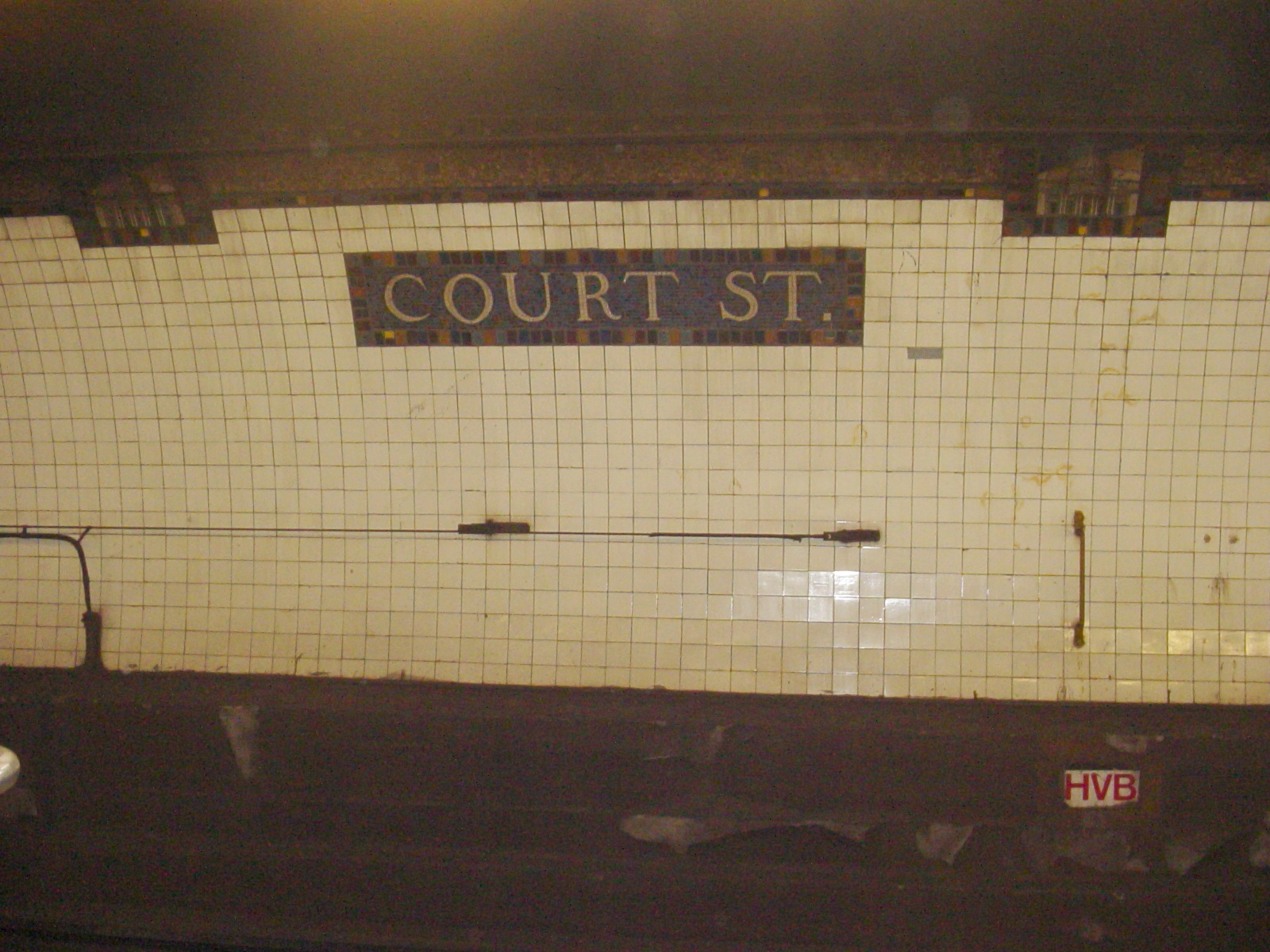
ホーム壁面のモザイク
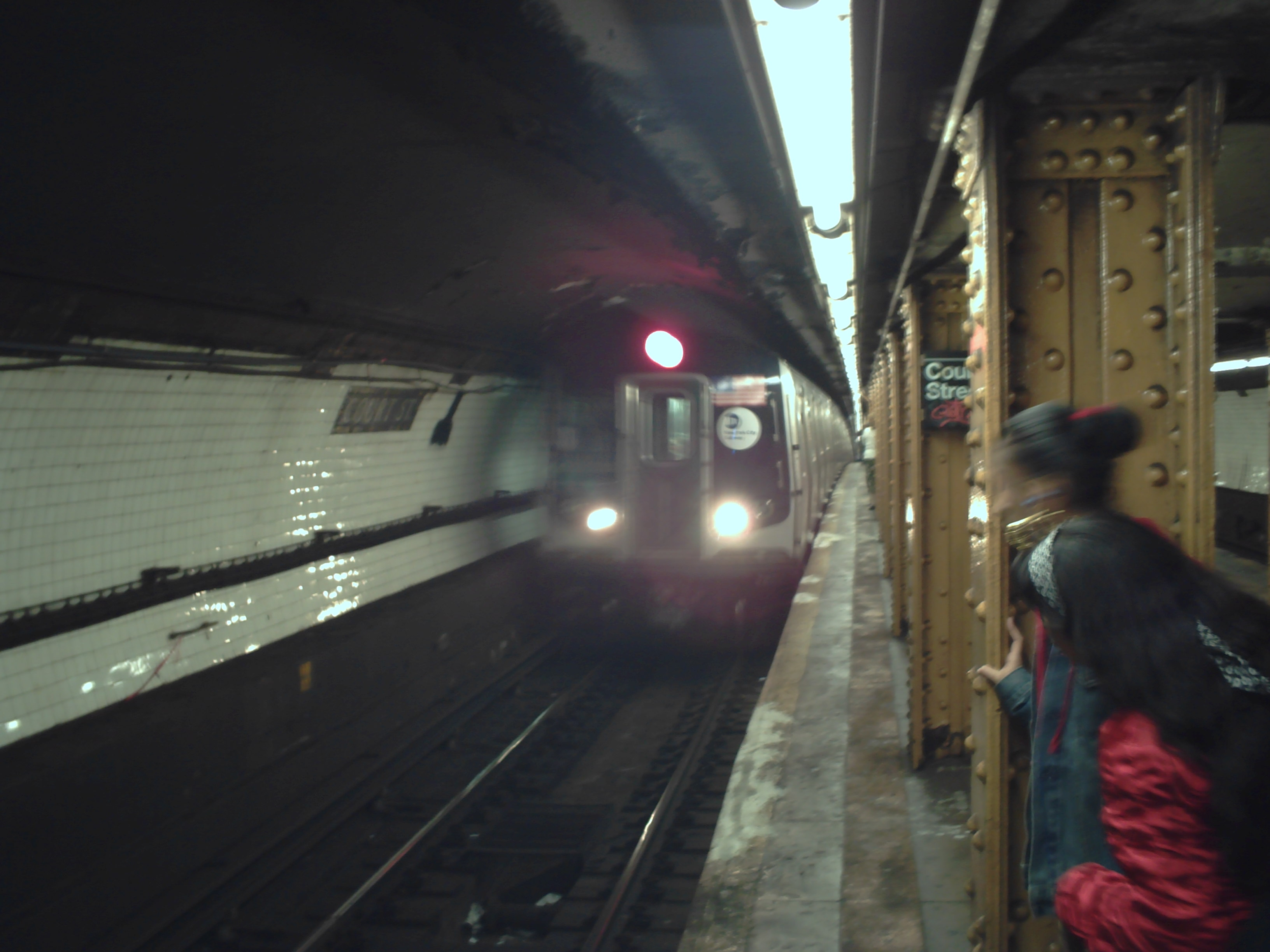
N系統が駅に到着する
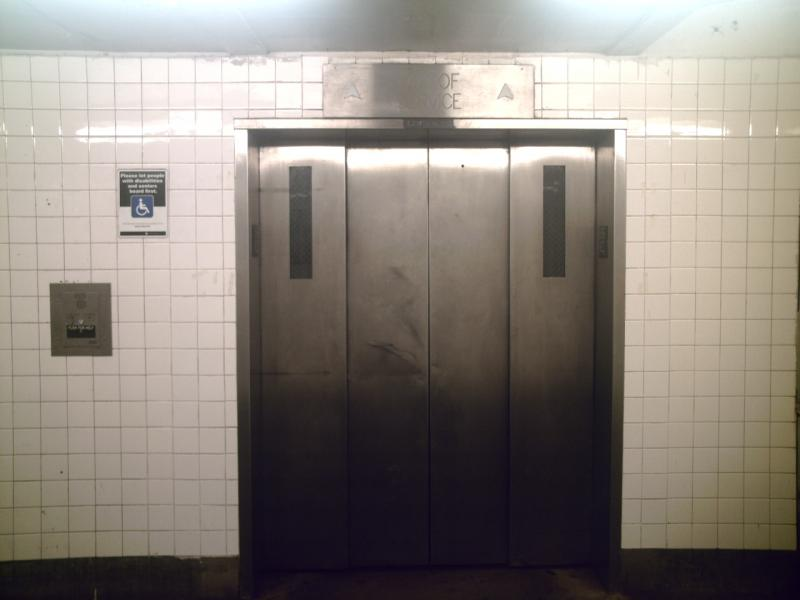
改札階へのエレベーター

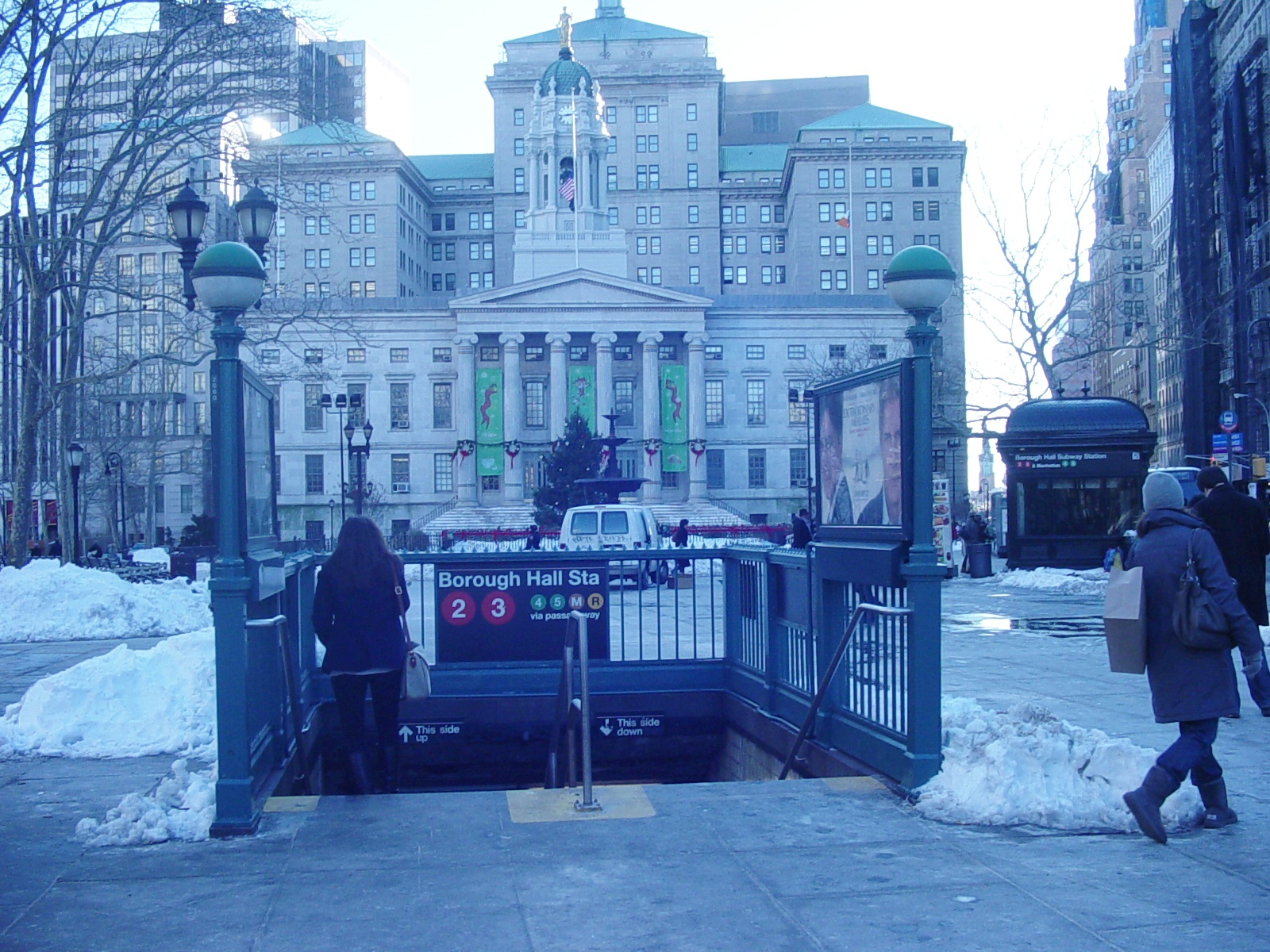
ブルックリン区庁舎とコロンバスパーク内の入口階段を見る。M系統の経路変更前に撮影。
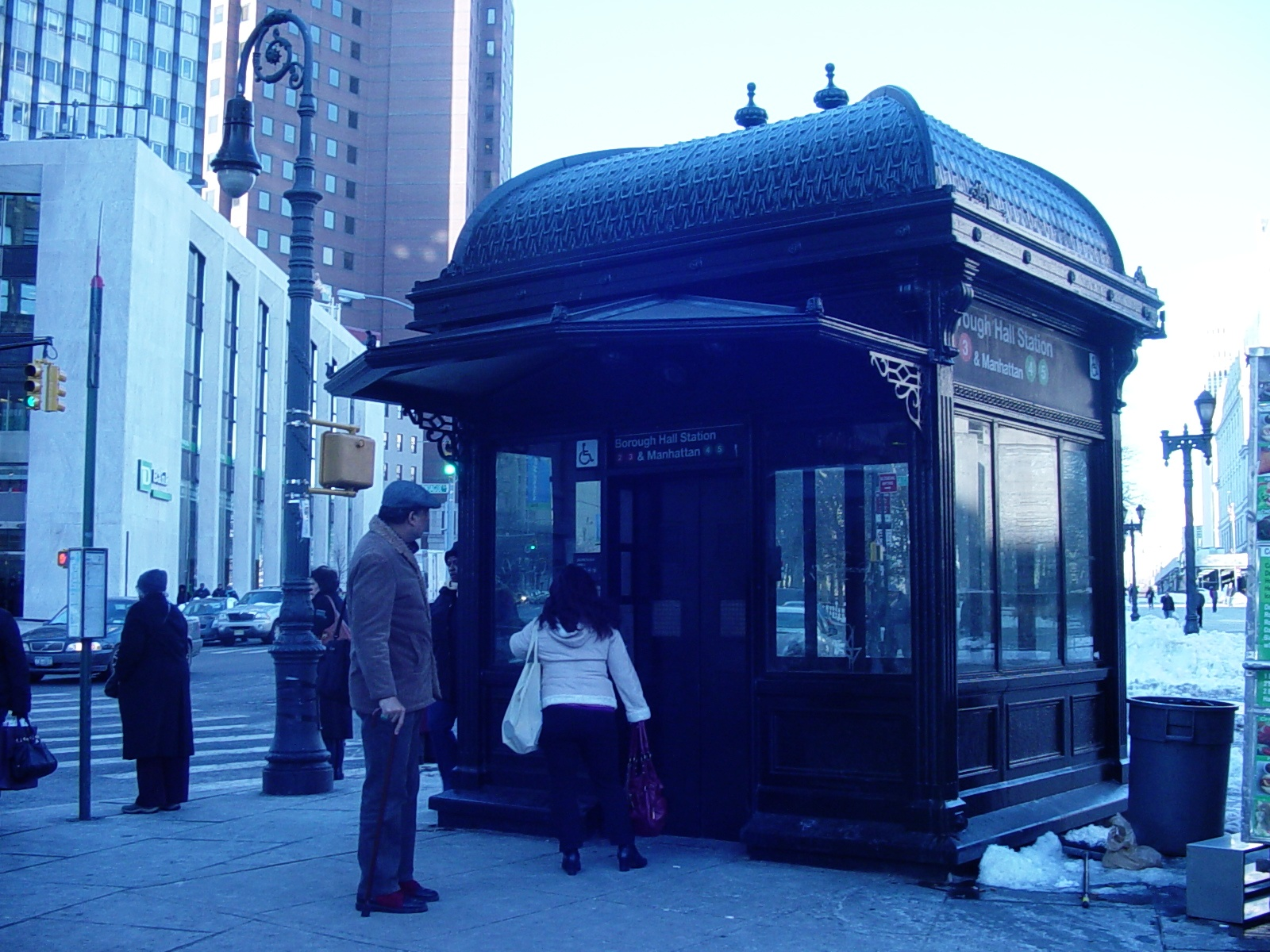
コート・ストリートとモンタギュー・ストリートの交差点にあるエレベーター。IRTブロードウェイ-7番街線ホームとIRTイースタン・パークウェイ線北行ホームに接続。
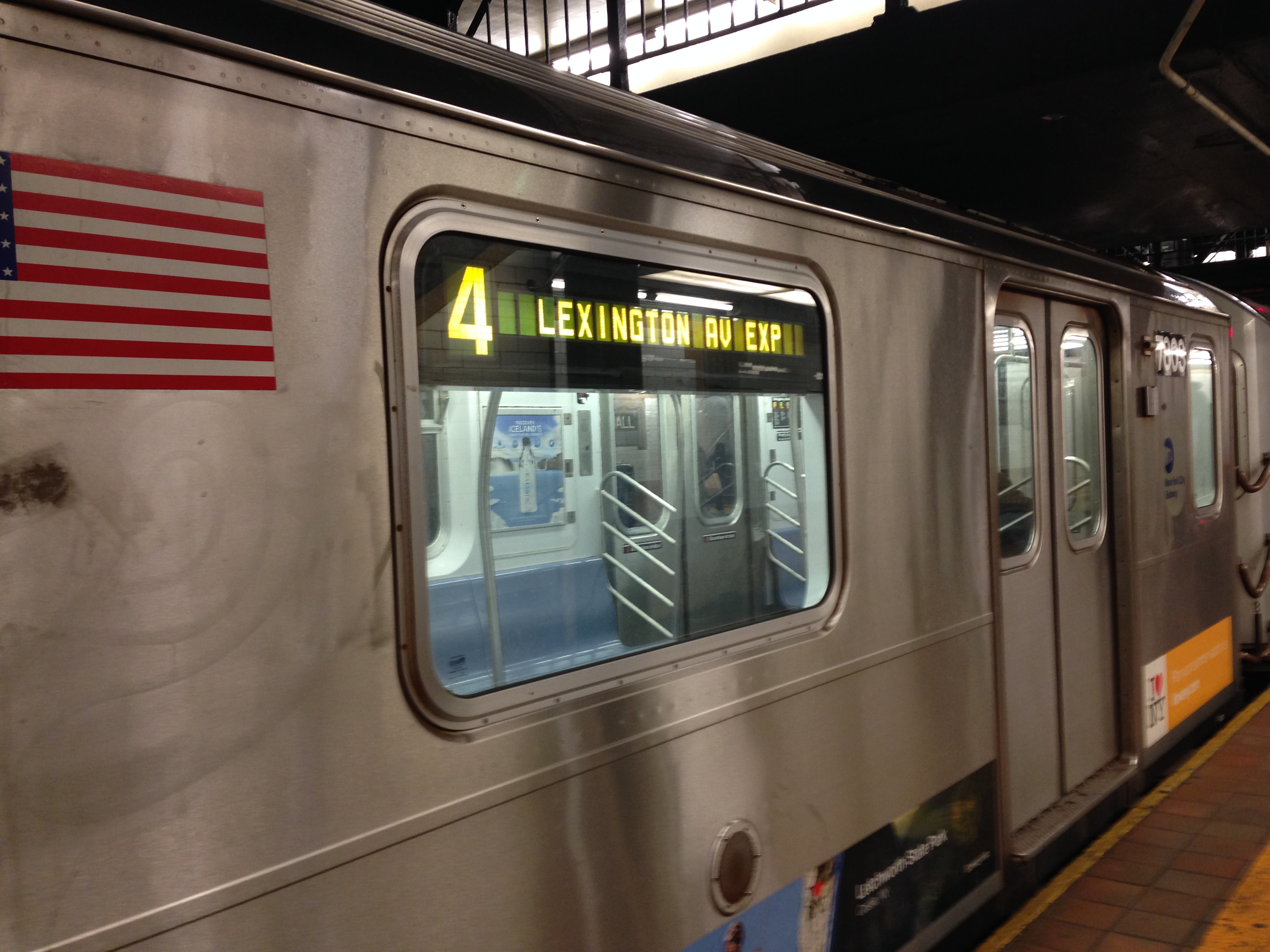
R142A形クラウン・ハイツ-ユーティカ・アベニュー駅行き4系統が停車中。

## BMT4番街線
BMT4番街線 コート・ストリート駅 (英語: Court Street) は島式ホーム1面と2線を有した1面2線の構造となっており、西側でイースト川を潜るため非常に深い位置にトンネルが掘られており、駅の両端で線路がカーブを描いている。壁にはオリジナルカルトゥーシュと"COURT ST."と書かれた駅名標がある。また、ブルックリン区庁舎の方向を示す看板も等間隔に設置されている。ホーム壁面は白のタイル張りであるが駅の西端に限りタイル張りではなく白塗りの壁となっている。
ホーム上には等間隔で黄色の柱が立っており、ニューヨーク市地下鉄標準の黒地に白の駅名標が掲げられている。
当駅には改札階から中間階へのエレベーターが設置されているものの改札階から地上および中間階からホームへのエレベーターが設置されていないためADAに準拠していない。また、このエレベーターはIRT側の改札にも接続していない。
駅の西側ではイースト川をモンタギュー・ストリート・トンネルで潜った後、BMTブロードウェイ線とBMTナッソー・ストリート線へと分岐する。ただし、ナッソー・ストリート線へ向かう列車は2010年6月までのM系統以降運転されていない。

### 歴史
モンタギュー・ストリート・トンネルを通りBMTブロードウェイ線ホワイトホール・ストリート-サウス・フェリー駅から延長する形でBMT4番街線が開通した1920年8月1日に当駅は開業した。
2013年8月2日から2014年9月15日までの平日、当駅は分断されたR系統のブルックリン側の北端駅となった。これは2012年10月29日にアメリカ東海岸を襲ったハリケーン・サンディによりモンタギュー・ストリート・トンネルが浸水などの被害を受けており、それらにより損傷した全てのシステムの復旧のためにMTAがモンタギュー・ストリート・トンネルを閉鎖したためである。この期間中R系統はフォレスト・ヒルズ-71番街駅 - ホワイトホール・ストリート-サウス・フェリー駅間と当駅 - ベイ・リッジ-95丁目駅間の運転となっていた。当期間の週末はマンハッタン橋経由となり、当駅には停車しなかった。

### 出口
ホーム東側に2つの階段があり、その階段を上った先に更に2つの階段と2機のエスカレーターがありIRTブロードウェイ-7番街線のホームの改札口へ接続している。反対のホーム西側には中間階への1つの階段があり、中間階には改札階への2機のエレベーターと1つの階段、そして一般の利用客用に開放されている非常階段1つがある。改札口には一部時間帯のみ稼働している回転式改札機と終日稼働している回転式改札機、旅客案内窓口、モンタギュー・ストリートとクリントン・ストリートの交差点北西と南西への階段がある。北西の階段はセント・アン&聖トリニティ教会の前庭にあるため階段の柱の先端に"SUBWAY"と書かれた白と緑の球体があるほか、改札階には同教会の名前をデザインしたモザイクがある。なお、南西の階段はキディ・コーナー保育園地下入口の隣にある。

### 画像
- ホーム壁面のモザイク
- N系統が駅に到着する
- 改札階へのエレベーター